# Tvrdošín (nádraží)
Tvrdošín je železniční stanice ve stejnojmenném městě. Nachází se mezi zastávkou Krásná Hôrka a stanicí Trstená na neelektrizované trati Kraľovany–Trstená. Stanice se šesti kolejemi a dvěma nástupišti zajišťuje prodej vnitrostátních jízdenek. Je vybavena i kolejovou váhou a boční rampou.